# 平安時代
平安時代（へいあんじだい、延暦3年（784年）/延暦13年（794年） - 12世紀末）は、日本の歴史の時代区分の一つである。延暦13年（794年）に桓武天皇が平安京（京都・現京都府京都市）に都を遷してから鎌倉幕府が成立するまでの約390年間を指し、京都におかれた平安京が、鎌倉幕府が成立するまで政治上ほぼ唯一の中心であったことから、平安時代と称される。広義では延暦3年（784年）の長岡京遷都からの約400年間を指す。
通常、古代の末期に位置づけられるが、中世の萌芽期と位置づけることも可能であり、古代から中世への過渡期と理解されている。近年では、荘園公領制が確立した院政期を中世初期に含める見解が有力になり、学校教育においてもこれに沿った構成を取る教科書が増えている。さらに遡って、律令制から王朝国家体制に移行する平安中期（900年頃以降）を中世の発端とする意見もある。平安時代を古代と中世のどちらに分類するかはいまだに議論があり、中立的な概念と古くから主に文学史の世界で使われてきた「中古」という語を用いることもある。

## 概観
平安前期は、前代（奈良時代）からの中央集権的な律令政治を、部分的な修正を加えながらも、基本的には継承していった。しかしながら、藤原氏による荘園の拡大の結果として、律令制と現実の乖離が大きくなっていき、9世紀末から10世紀初頭ごろ、政府は税収を確保するため、律令制の基本だった人別支配体制を改め、土地を対象に課税する支配体制へと大きく方針転換した。この方針転換は、民間の有力者に権限を委譲してこれを現地赴任の筆頭国司（受領）が統括することにより新たな支配体制を構築するものであり、これを王朝国家体制という。
平安時代以降、16世紀まで日本列島は戦乱が頻発するようになった。国家から土地経営や人民支配の権限を委譲された有力百姓（田堵・名主）層は、自衛のために武装し、武士へと成長した。彼らは、国家から軍事警察権を委譲された軍事貴族層や武芸専門の下級官人層を取り込み、武士団を結成した。国家権限の委譲とこれによる中央集権の過大な負担の軽減により、中央政界では、官職が特定の家業を担う家系に世襲される家職化が進み、貴族の最上位では摂関家が確立し、中流貴族に固定した階層は中央においては家業の専門技能によって公務を担う技能官人として行政実務を、地方においては受領となって地方行政を担った（平安貴族）。この時期は摂関家による摂関政治が展開し、特定の権門が独占的に徴税権を得る荘園が、時代の節目ごとに段階的に増加し、受領が徴税権を担う公領と勢力を二分していった。
11世紀後期からは、上皇が治天の君（事実上の君主）となって政務に当たる院政が開始された。院政の開始をもって中世の開始とする見解も有力である。院政期には荘園の一円領域的な集積と国衙領（公領）の徴税単位化が進み、荘園公領制と呼ばれる体制へ移行することとなる。12世紀中期頃には貴族社会内部の紛争が武力で解決されるようになり、そのために動員された武士の地位が急速に上昇した。こうした中で最初の武家政権である平氏政権が登場するが、この時期の社会矛盾を一手に引き受けたため、程なくして同時多発的に全国に拡大した内乱により崩壊してしまう。平氏政権の崩壊とともに、中央政府である朝廷とは別個に、内乱を収拾して東国の支配権を得た鎌倉幕府が登場し、平安時代は幕を下ろした。

## 年表
- 延暦3年（784年） - 長岡京建設開始

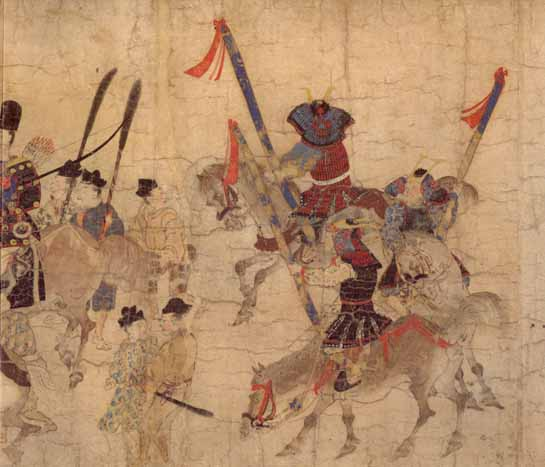
伴大納言絵詞より応天門の変首謀者の逮捕に向かう検非違使の一行

- 延暦4年（785年） - 藤原種継暗殺、皇太子早良親王を廃位
- 延暦6年（787年） - 長岡京へ遷都
- 延暦13年（794年） - 長岡京を廃し、平安京に遷都
- （805年） - 最澄、比叡山延暦寺を創建
- （806年） - 空海、高野山金剛峯寺を創建
- 大同2年（807年） - 伊予親王の変
- 大同5年（810年） - 薬子の変
- 承和9年（842年） - 承和の変
- 天安2年（858年） - 藤原良房、人臣初の摂政となる（摂関政治の始まり）
- 貞観8年（866年） - 応天門の変
- 貞観11年（869年） - 貞観地震、陸奥国などで甚大な津波被害
- 元慶2年（878年） - 元慶の乱
- 元慶4年（880年） - 藤原基経、関白となる
- 仁和3年（887年） - 阿衡事件、仁和地震。
- 寛平6年（894年） - 遣唐使廃止
- 昌泰4年（901年） - 昌泰の変
- 延喜2年（902年） - 延喜の荘園整理令
- 延長5年（927年） - 延喜式成立
- 天慶2年（939年） - 出羽において俘囚が反乱を起こす（天慶の乱）。平将門、常陸国府を襲撃し新皇を号する。藤原純友も受領を襲撃する（承平天慶の乱）
- 天慶3年（940年） - 平将門敗死
- 天慶4年（941年） - 藤原純友敗死
- 康保4年（967年） - 延喜式施行
- 安和2年（969年） - 安和の変
- 長徳元年（995年） - 京都で天然痘が流行
- 長徳2年（996年） - 長徳の変
- 長徳5年（999年） - 富士山噴火。再度永保3年（1083年）に富士山噴火。内裏が消失。[3]
- 長和5年（1016年） - 藤原道長、摂政に就任
- 寛仁3年（1019年） - 刀伊の入寇
- 万寿5年（1028年） - 平忠常の乱
- 長元4年（1031年） - 平忠常、源頼信に降服
- 永承6年（1051年） - 前九年の役始まる
- 永承7年（1052年） - 末法の第一年を迎える
- 康平5年（1062年） - 安倍貞任敗死、前九年の役終わる
- 治暦4年（1068年） - 後三条天皇即位、摂関時代の終わり
- 延久4年（1072年） - 延久宣旨枡制定
- 永保3年（1083年） - 後三年の役始まる
- 応徳3年（1086年） - 白河天皇、上皇となり院政を開始
- 寛治元年（1087年） - 後三年の役終わる
- 嘉承3年（1108年） - 平正盛、源義親を追討（源義親の乱）
- 天永2年（1111年） - 記録荘園券契所設置
- 大治4年（1129年） - 白河法皇崩御、鳥羽上皇による院政開始
- 保元元年（1156年） - 鳥羽法皇崩御、保元の乱により後白河天皇方が勝利
- 平治元年（1159年） - 平治の乱
- 仁安2年（1167年） - 平清盛、太政大臣となる（平氏政権）
- 安元3年（1177年） - 鹿ケ谷の陰謀
- 治承3年（1179年） - 平清盛、後白河法皇を鳥羽殿に幽閉
- 治承4年（1180年） - 以仁王の挙兵、源頼朝、源義仲も相次いで挙兵（治承・寿永の乱の開始）
- 治承5年 → 養和元年（1181年） - 後白河法皇院政の再開、養和の飢饉
- 寿永2年（1183年） - 平氏西走し、源義仲入京。後鳥羽天皇即位。源頼朝、寿永二年十月宣旨により東国支配権の承認を得る
- 寿永3年 → 元暦元年（1184年） - 源義仲、源義経軍により敗死。源頼朝、問注所・公文所を設置
- 元暦2年 → 文治元年（1185年） - 壇ノ浦の戦いにより平家が滅ぶ（治承・寿永の乱の終了）。文治の勅許により地頭・守護の設置始まる
- 文治5年（1189年） - 奥州合戦により奥州藤原氏滅亡
- 建久元年（1190年） - 源頼朝上洛、権大納言・右近衛大将となる
- 建久3年（1192年） - 後白河法皇崩御、源頼朝、征夷大将軍となる

## 天皇在位表
1. 天応元年（781年） - 大同元年（806年）…… 桓武天皇
2. 大同元年（806年） - 大同4年（809年）…… 平城天皇
3. 大同4年（809年） - 弘仁14年（823年）…… 嵯峨天皇
4. 弘仁14年（823年） - 天長10年（833年）…… 淳和天皇
5. 天長10年（833年） - 嘉祥3年（850年）…… 仁明天皇
6. 嘉祥3年（850年） - 天安2年（858年）…… 文徳天皇
7. 天安2年（858年） - 貞観18年（876年）…… 清和天皇
8. 貞観18年（876年） - 元慶8年（884年）…… 陽成天皇
9. 元慶8年（884年） - 仁和3年（887年）…… 光孝天皇
10. 仁和3年（887年） - 寛平9年（897年）…… 宇多天皇
11. 寛平9年（897年） - 延長8年（930年）…… 醍醐天皇
12. 延長8年（930年） - 天慶9年（946年）…… 朱雀天皇
13. 天慶9年（946年） - 康保4年（967年）…… 村上天皇
14. 康保4年（967年） - 安和2年（969年）…… 冷泉天皇
15. 安和2年（969年） - 永観2年（984年）…… 円融天皇
16. 永観2年（984年） - 寛和2年（986年）…… 花山天皇
17. 寛和2年（986年） - 寛弘8年（1011年）…… 一条天皇
18. 寛弘8年（1011年） - 長和5年（1016年）…… 三条天皇
19. 長和5年（1016年） - 長元9年（1036年）…… 後一条天皇
20. 長元9年（1036年） - 寛徳2年（1045年）…… 後朱雀天皇
21. 寛徳2年（1045年） - 治暦4年（1068年）…… 後冷泉天皇
22. 治暦4年（1068年） - 延久4年（1072年）…… 後三条天皇
23. 延久4年（1072年） - 応徳3年（1086年）…… 白河天皇
24. 応徳3年（1086年） - 嘉承2年（1107年）…… 堀河天皇
25. 嘉承2年（1107年） - 保安4年（1123年）…… 鳥羽天皇
26. 保安4年（1123年） - 永治元年（1141年）…… 崇徳天皇
27. 永治元年（1141年） - 久寿2年（1155年）…… 近衛天皇
28. 久寿2年（1155年） - 保元3年（1158年）…… 後白河天皇
29. 保元3年（1158年） - 永万元年（1165年）…… 二条天皇
30. 永万元年（1165年） - 仁安3年（1168年）…… 六条天皇
31. 仁安3年（1168年） - 治承4年（1180年）…… 高倉天皇
32. 治承4年（1180年） - 文治元年（1185年）…… 安徳天皇
33. 寿永2年（1183年） - 建久9年（1198年）…… 後鳥羽天皇

## 政治史
飛鳥時代の律令制導入の影響から、二官八省が設置され、四等官制となっていた。特に陰陽寮には、陰陽頭（おんようのかみ）など陰陽道（道教の支流）による呪術を行う職が置かれていた。暦については、初期には大衍暦、五紀暦、862年2月3日（貞観4年1月1日）からは宣明暦が使用された。貨幣については、和同開珎や皇朝十二銭も発行されたが平安時代の末期になると貨幣の信用が失われ、米、絹、布などが代用貨幣として使われるようになった。

### 平安前期
奈良時代末期の宝亀元年（770年）に称徳天皇が崩御し、天智天皇系の光仁天皇が60歳前後という高齢ながら即位した。天武天皇以来の皇統は、以前より盛んだった天武系皇族間での相次ぐ政争によって継承順で繰り上がったが、聖武の娘の井上内親王を室とする天智天皇系の白壁王（光仁天皇）が継承した。未だ天武系の皇族の影響があるなか、呪詛のかどで井上皇后と皇太子の他戸親王が廃され、光仁天皇崩御後には桓武天皇が即位した。桓武天皇はその治世において二回の遷都や東北遠征（蝦夷征討）、勘解由使設置による中央集権の再編・強化など、歴代天皇の中でも稀に見る強権を誇ったが、光仁天皇即位まではあまり恵まれた境遇ではなかった。天武系でなければ即位すら出来なかった時代に天智系の光仁天皇（当時は白壁王）の第一皇子として生まれ、立太子は行われず（通常、継承順位が高ければ生まれると同時に行われた）、日々の暮らしに困憊するほどであった。以後、時の権力者となった桓武天皇の影響により、天武系の皇族は皇位継承から排除された。奈良時代は天武系の、平安時代は桓武天皇に続く天智系の時代であったといえる。

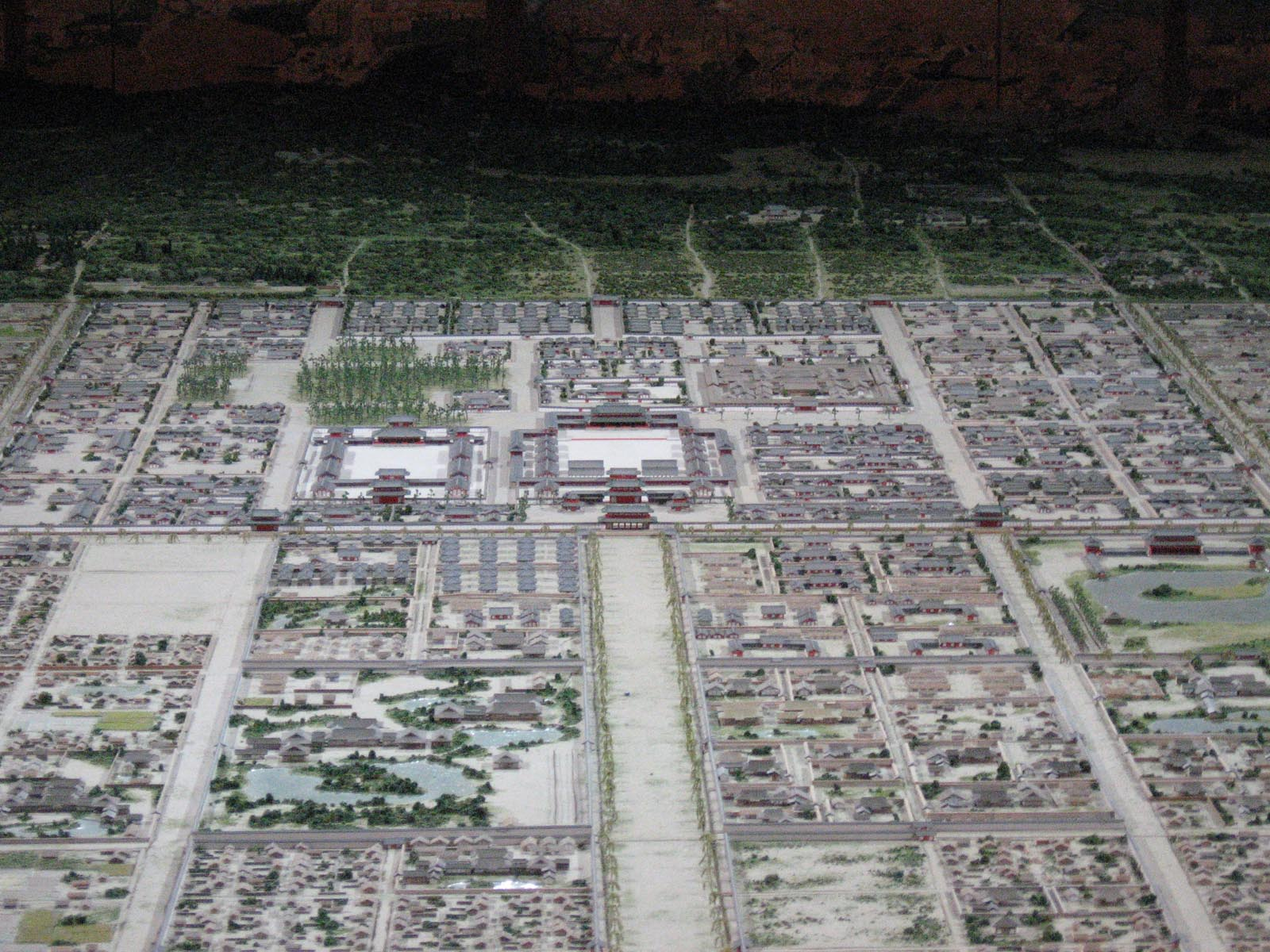
平安京大内裏復元模型（平安京創生館）。

桓武天皇は、新王朝の創始を強く意識し、自らの主導による諸改革を進めていった。桓武天皇の改革は律令制の再編成を企図したものであり、その一環として桓武天皇は平城京から長岡京、さらには平安京への遷都（延暦13年、794年）を断行した。平安遷都は、前時代の旧弊を一掃し、天皇の権威を高める目的があったと考えられている。また、その様式には強く唐風の物があり、奈良とは異なった。
桓武天皇（天応元年/781年 - 大同元年/806年）以下数代においては、天皇が直接に政治を行う天皇親政の時代だった。政治を司る太政官の筆頭官も親王らが占めていた。この時期は、律令制の再建へ積極的な取り組みがなされ、形骸化した律令官職に代わって令外官などが置かれた。また、桓武は王威の発揚のため、当時日本の支配外にあった東北地方の蝦夷征服に傾注し、坂上田村麻呂が征夷大将軍として蝦夷征服に活躍した。
近親婚の繰り返しの結果として自壊した天武皇統の教訓を踏まえ、桓武天皇は多数の皇子をもうけた。桓武天皇の崩御後、皇子らは順番に皇位につくこととし、桓武天皇の次代の平城天皇は桓武天皇に劣らぬ積極的な改革を遂行した。平城天皇は弟の嵯峨天皇に譲位した後も執政権を掌握し続けようとしたが、それを嫌った嵯峨天皇との間に対立が深まり、最終的には軍事衝突により嵯峨天皇側が勝利した（大同5年/810年、薬子の変）。この事件以降、12世紀中葉の平治の乱まで中央の政治抗争は武力を伴わず、死刑も執行されない非武力的な政治の時代が永らく続くこととなった。
嵯峨天皇治世初期は、太政官筆頭だった藤原園人の主導のもと、百姓撫民（貧民救済）そして権門（有力貴族・寺社）抑制の政策がとられた。これは、律令の背景思想だった儒教に基づく政策であったが、園人の後に政権を握った藤原冬嗣は一変して墾田開発の促進を政策方針とした。律令制の根幹は人別課税だったが、冬嗣は土地課税を重視し、かつ権門有利を志向したのである。820年代から多数設定され始めた勅旨田や同時期に大宰府管内で施行された公営田も、冬嗣路線に則ったものとされている。冬嗣は嵯峨天皇の蔵人頭として活躍し、それを足掛かりとして台頭した。また、嵯峨天皇治世期には、各種法令の集大成である弘仁格式が編纂・施行された。
摂関政治の始まり

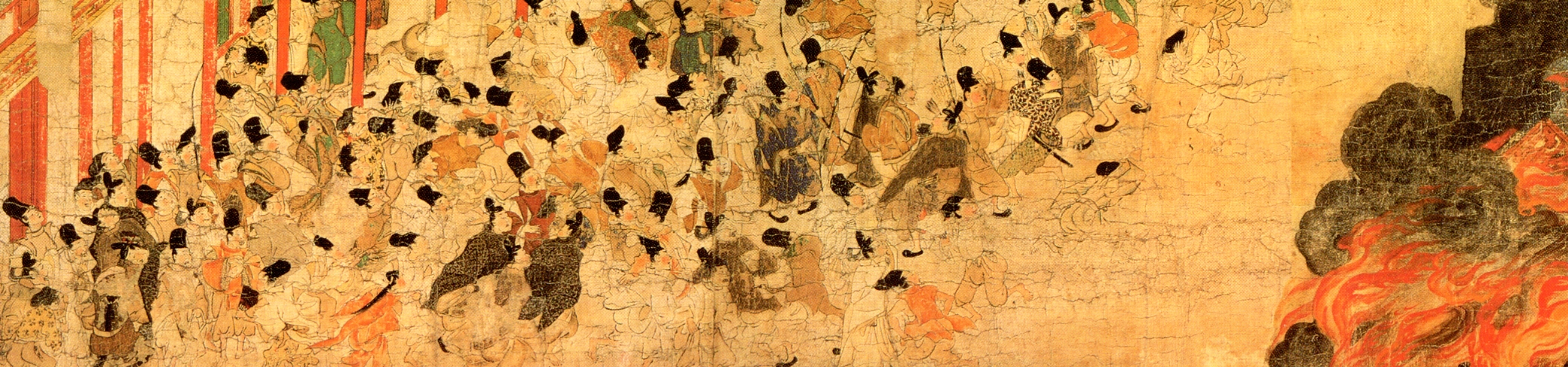
伴大納言絵詞より、応天門炎上の場面

858年（天安2年）、冬嗣の子藤原良房が摂関となり、初期の摂関政治が始まった。良房は冬嗣の路線を継承し、開墾奨励政策をとった。当時、課税の対象だった百姓らの逃亡・浮浪が著しく、租税収入に危機が迫っていた。冬嗣・良房は墾田開発を促進し、土地課税に転換することで状況に対応しようとしたのである。良房は、政治権力の集中化も進めていき、そうした中で応天門の変（貞観8年/866年）が発生した。この事件は、藤原氏による他氏排斥と理解されることが多い。良房執政期を中心とした時期は、政治も安定し、開発奨励政策や貞観格式編纂などの成果により、貞観の治と呼ばれている。
良房の養子、藤原基経もまた、良房路線を継承し土地課税重視の政策をとった。基経執政期で特徴的なのが、元慶官田の設置である。それまで中央行政の経費は地方からの調・庸によっていたが、畿内に設定した官田の収益を行政経費に充てることとしたものである。
仁和3年（887年）に即位した宇多天皇は、その数年後に基経が薨去すると天皇主導の政治を展開するようになる。冬嗣から基経まで、権門に有利な政策が実施されてきたが、宇多天皇は権門抑制策そして小農民保護策を進めていった。宇多天皇のもとでは藤原時平と菅原道真の両者が太政官筆頭に立ち、協力しながら宇多天皇を補佐していた。この宇多治世は寛平の治という。宇多天皇が醍醐天皇に譲位すると、にわかに時平・道真の対立が深まり、道真が失脚することとなった（昌泰4年/901年、昌泰の変）。
実権を握った時平は宇多路線を引継ぎ、権門抑制と小農民保護を遂行していった。宇多天皇以来の路線は律令制への回帰を志向したものであり、時平執政期の延喜2年（902年）に発布された班田励行令は、まさに律令回帰を顕著にあらわしているが、これが史上最後の班田実施となった。また、律令回帰を目指す法令群である延喜格式が編纂されたのもこの時期であり、これら諸施策は後代、理想的な政治とされ、延喜の治と呼ばれた。

### 平安中期
時平の死後、弟の藤原忠平が太政官首班となった。忠平は律令回帰路線に否定的であり、土地課税路線を推進していった。忠平執政期ごろに、有力百姓層（富豪層）へ土地経営と納税を請け負わせる名体制もしくは負名体制が開始しており、この時期が律令国家体制から新たな国家体制、すなわち王朝国家体制へ移行する転換期と考えられている。
忠平期を摂関政治の成立期とするのが通説である。それ以前の藤原良房の時から藤原北家が摂政・関白に就いて執政してきたが、発展段階の摂関政治であったとして初期摂関政治と区別されている。忠平以降は朝政の中心としての摂関が官職として確立し、忠平の子孫のみが摂関に就任するという摂関政治の枠組みが確定した。ただし、摂関政治においても摂関が全ての決定権を握っていたのではなく、議政官が衆議する陣定の場でほとんどの政治決定が行われていた。
桓武天皇が軍団制を廃止した結果として、朝廷の治安維持機能がなくなったため、地方の治安は悪化し、日本列島は無政府状態に陥った。特に、9世紀ごろから関東地方を中心として、富豪層による運京途中の税の強奪など、群盗行為が横行し始めていた（貞観の俘囚反乱・寛平・延喜東国の乱・僦馬の党）。群盗の活動は9世紀を通じて活発化していき、富豪層は自衛のために武装し、武士となった。富豪層は、東国などに土着した中級・下級貴族層を取り込み、従前の軍団制に代わる軍事組織として武士団を結成した。朝廷はやむを得ず、武士団に地方の治安維持を担わせる方針をとった。その後、9世紀末から10世紀初頭の寛平・延喜期に、この時期の勲功者が武士の初期原型となった。彼らは自らもまた名田経営を請け負う富豪として、また富豪相互あるいは富豪と受領の確執の調停者として地方に勢力を扶植していったが、彼ら同士の対立や受領に対する不平が叛乱へ発展したのが、忠平執政期の天慶3年（940年）前後に発生した承平天慶の乱である。朝廷の側に立ち、反乱側に立った自らと同じ原初の武士達を倒して同乱の鎮圧に勲功のあった者の家系は、承平天慶勲功者、すなわち正当なる武芸の家系と認識された。
忠平の死後、10世紀中葉に村上天皇が親政を行った。これを天暦の治といい、延喜の治と並んで聖代視された。
10世紀中葉から後期にかけて、ある官職に伴う権限義務を特定の家系へ請け負わせる官司請負制が中央政界でも地方政治でも著しく進展していった。この体制を担う貴族や官人の家組織の中では、子弟や外部から能力を見込んだ弟子に対し、幼少期から家業たる専門業務の英才教育をほどこして家業を担う人材を育成した。先述の武士の登場も、武芸の家系に軍事警察力を請け負わせる官司請負制の一形態とみなせる。
朝廷の財政は、地方からの収入に頼っていたが、特に地方政治においては、国司へ大幅な行政権を委任する代わりに一定以上の租税進納を義務づける政治形態が進んだ。このとき、行政権が委任されたのは現地赴任した国司の筆頭者であり、受領と呼ばれた。受領は、大きな権限を背景として富豪層からの徴税によって巨富を蓄え、また恣意的な地方政治を展開したとされ、その現れが10世紀後期から11世紀中期に頻発した国司苛政上訴だったと考えられてきたが、一方で受領は解由制や受領功過定など監査制度の制約も受けていた。いずれにせよ、受領は名田請負契約などを通じて富豪層を育成する存在であるとともに、富豪から規定の税を徴収しなければならない存在でもあり、また富豪層は受領との名田請負契約に基づいて巨富を築くと同時に中央官界とも直接結びついて受領を牽制するなど、受領の統制を超えて権益拡大を図る存在でもあった。
また、荘園が拡大し始めたのもこの時期である。10世紀前期に従来の租税収取体系が変質したことに伴い、権門層（有力貴族・寺社）は各地に私領（私営田）を形成した。このように荘園が次第に発達していった。権門層は、荘園を国衙に収公されないよう太政官、民部省や国衙の免許を獲得し、前者を官省符荘といい後者を国免荘という。こうした動きに対し、10世紀後期に登場した花山天皇は権門抑制を目的として荘園整理令などの諸政策を発布した。この花山新制はかなり大規模な改革を志向していたが、反発した摂関家によって数年のうちに花山天皇は退位に追い込まれた。とはいえ、その後の摂関政治は権門優遇策をとった訳ではない。摂関政治で最大の栄華を誇った藤原道長の施策にはむしろ抑制的な面も見られる。摂関政治の最大の課題は、負名体制と受領行政との矛盾、そして権門の荘園整理にどう取り組むかという点にあった。
藤原道長全盛期の時代は、道長の日記「御堂関白記」、道長の側近である藤原行成の日記「権記」、道長に迎合せず有職故実・律令に則って行動した藤原実資の日記「小右記」、女官が書き残した「栄花物語」と多方面から見た資料が揃っており、これらの資料から道長全盛期においても、結政、外記政、陣定といった基本的なルールに則って政治運営が行われていたことが分かっている。
摂関政治による諸課題への取り組みに成果が見られ始めたのが、11世紀前期から中期にかけての時期である。この期間、国内税率を一律固定化する公田官物率法が導入されたり、小規模な名田に並行して広く領域的な別名が公認されるようになったり、大規模事業の財源として一国単位で一律に課税する一国平均役が成立するなど、社会構造に変革を及ぼすような政策がとられた。このため、10世紀前期に始まった王朝国家体制はより中世的な形態へ移行し、11世紀中期を画期として以前を前期王朝国家、以後を後期王朝国家と区分する。
11世紀前期には、女真族が北部九州に来襲する事変が発生した（寛仁3年（1019年）、刀伊の入寇）。

### 平安後期

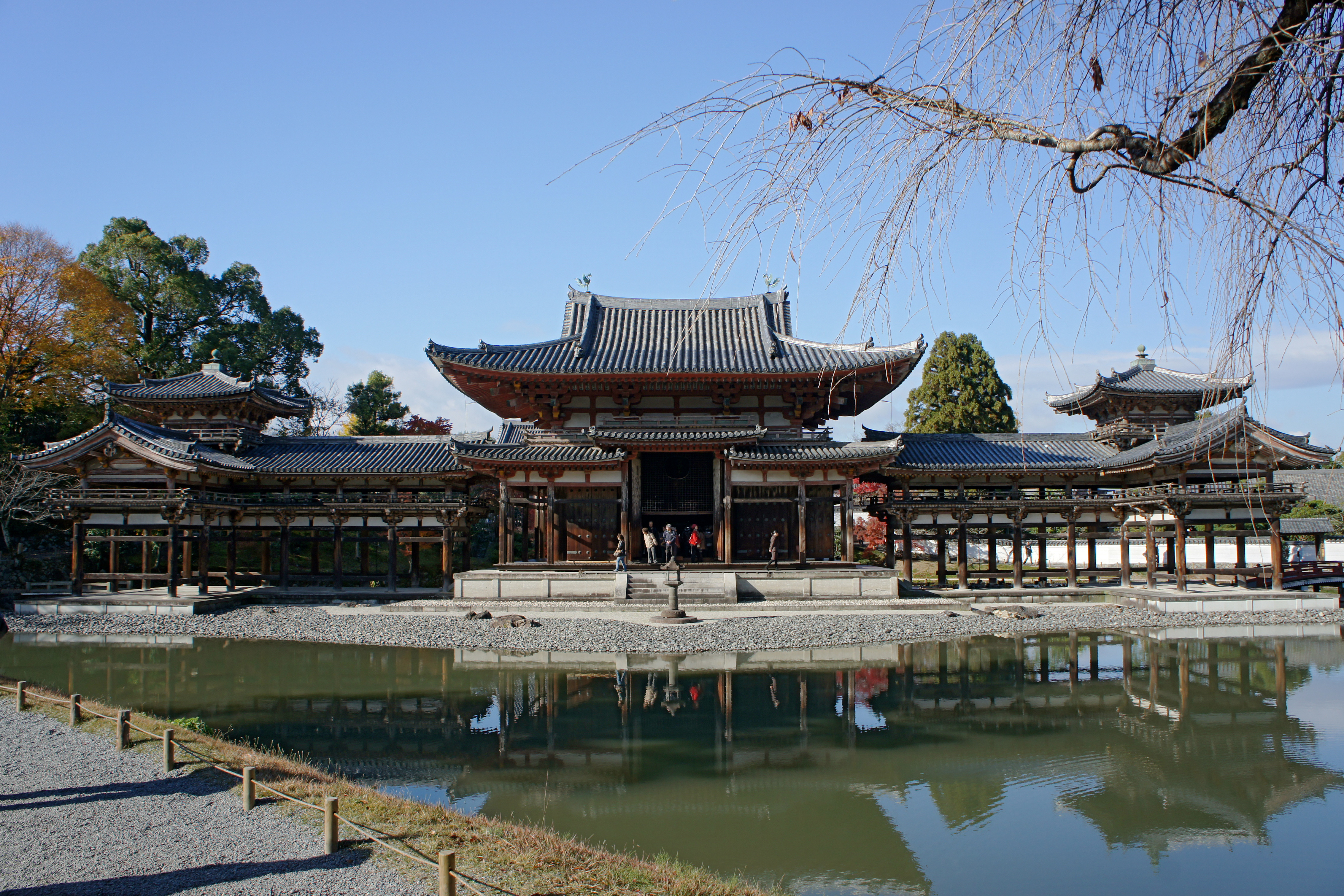
平等院鳳凰堂（京都府宇治市）

11世紀後期までに郡司・郷司・負名層が自ら墾田して領主となる開発領主が登場しており、彼らは自領を権門へ寄進することで権利を確保していった。これを寄進地系荘園という。これに対応して、公領内部も郡・郷・保・条などに再編成されていった。これら荘園や公領は特定の領主が私有地として独占的な支配権を持つのではなく、支配単位ごとに上は収税権をもつ朝廷、権門から在地領主として地域に根を下ろした武士などを経て、下は名主層に至る、複数者の権利が重層的にからんでいた。各主体が保有する権利は「職」（しき）とよばれ、職が重層的な体系をなしていたことから、これを職の体系という。そして職の体系を基盤として11世紀後期から12世紀に成立した体制を荘園公領制という。平安後期の政治・経済史は、この荘園公領制の成立と深く関わっている。
11世紀中期までは摂関政治がある程度機能していたが、社会の変動に対応する政治的主導権を摂関家と天皇家では国内情勢の実権掌握能力をとりえないという摂関政治の欠陥が露呈し、機能不全に陥っていった。同後期に登場した、外戚に藤原氏を持たない後三条天皇は天皇親政を行い、記録荘園券契所を設置して実効的な荘園整理を進める（延久の荘園整理令）など、当時の社会変動に伴う課題に自ら取り組んでいった。後三条天皇の子、白河天皇も積極的に政治に取り組み、退位して上皇となった後は皇室の長という立場で独自の政策を展開していった。これが院政の開始であり、院政を行う上皇を治天の君という。白河上皇は、自らの政策を企画・遂行するために中流貴族を院司とし、また院独自の軍事力として北面武士を置いたり、当時、河内源氏に代わって武士の棟梁となりつつあった伊勢平氏を院司としたりした。また、白河上皇は政局の不安定化を招きかねない摂関家内部の摂関継承をめぐる内紛に関与して解決に導き、結果的に自らに有利な政治状況を作り上げた。このころ、東北地方の全域が日本の領域に組み込まれたとされている（延久蝦夷合戦）。
白河天皇に続く鳥羽上皇も、白河天皇以上の専制を展開した。伊勢平氏を実行部隊として日宋貿易に力を入れたり、荘園公領制の進展に伴って各地の荘園を集積したりするなど、経済的な支配力も強めていった。
12世紀に入ると、有力貴族などが特定の国の租税収取権を保有する知行国制がひろく実施されるようになった。知行国制は、荘園公領制の進展と軌を一にしたものであり、経済的利得権が権門勢家へ集中していったことを表している。
12世紀中期に鳥羽上皇が崩御すると、治天の君の座を巡って皇室・摂関家を巻き込む政争が起こり、軍事衝突によって解決した（保元の乱）。続いて、数年後に再び政争が軍事衝突によって終結し（平治の乱）、両乱を通じて武士の政治的地位が上昇した。保元以前、武力で政争が解決した事例は平安初期の平城上皇の変にまで遡り、三百数十年ぶりの異変だったため、当時の人々に大きな衝撃を与えた。両乱で大きな勲功のあった平清盛は異例の出世を遂げ、後白河上皇の院政を支えた。しかし、次第に後白河と清盛との間に対立が見られるようになり、清盛は後白河院政を停止して、自らの政権を打ち立てた。これを平氏政権という。平氏政権は、貴族社会の中で成立したが、各地に地頭や国守護人を設置するなど最初の武家政権としての性格を持っていた。

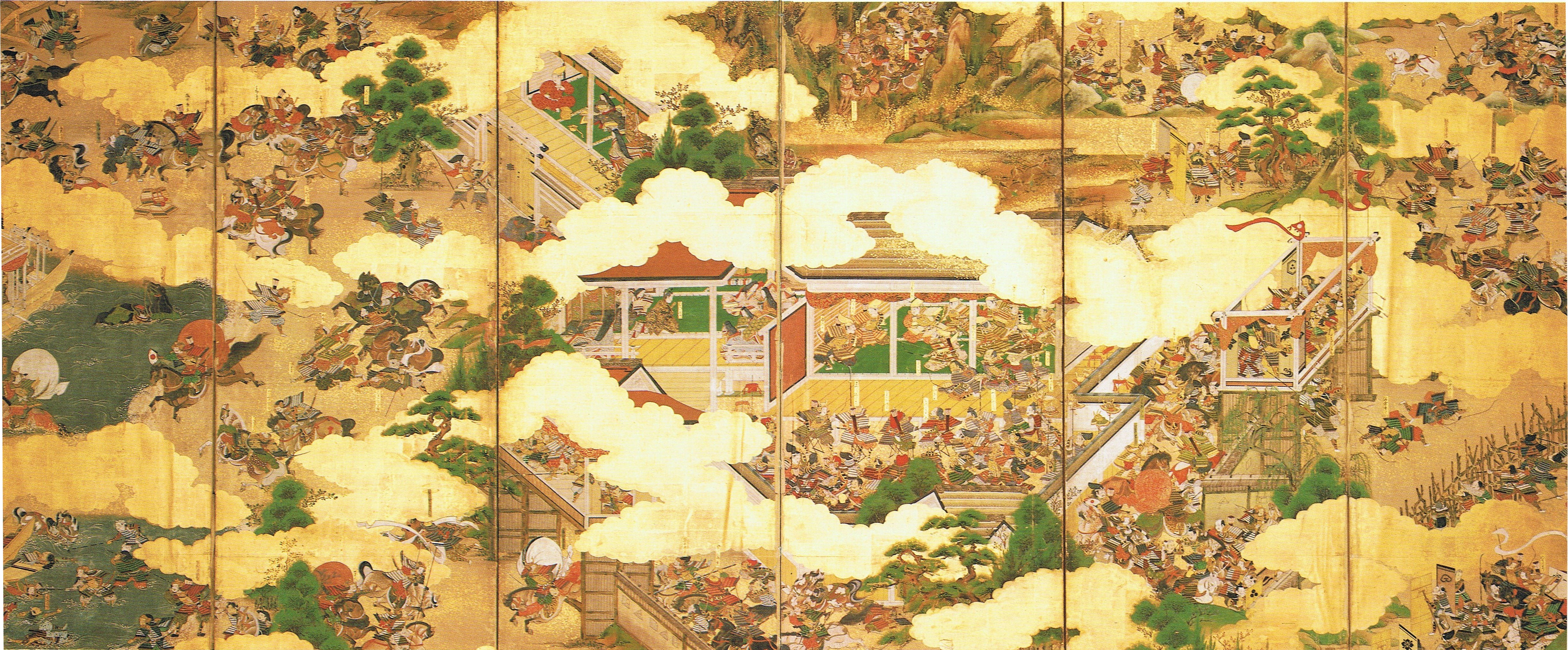
『源平合戦図屏風』／赤間神宮所蔵

平氏政権の支配に対して、貴族・寺社層から反発が出されるようになり、そうした不満を背景として治承4年（1180年）に後白河の皇子以仁王が反平氏の兵を挙げた。この挙兵はすぐに鎮圧されたが、平家支配に潜在的な不満を抱いていた各地の武士・豪族層が次々に挙兵し、平氏勢力や各地の勢力の間で5年に渡る内乱が繰り広げられたが、最終的に関東に本拠を置いた武家政権、すなわち鎌倉幕府の勝利によって内乱は終結した（治承・寿永の乱）。この乱の過程で鎌倉幕府は朝廷から東国の支配権、軍事警察権を獲得し、朝廷から独立した地方政権へと成長していた。鎌倉幕府の成立をもって新たな時代区分が開始したとされ、この時点が平安時代の終期とされている。

## 社会・経済史
8世紀に本格的に始まった律令制の根幹は、戸籍・計帳によって人民を把握し、課税の対象とする人別支配であった。しかし、奈良時代後期（8世紀後期）ごろから、課税から逃れたい人民らの偽籍・逃亡・浮浪が次第に顕著となっていった。
平安時代に入ってからその状況は一層進展した。平安時代初期の右大臣藤原園人は、貧民救済を主要政策として精力的に取り組んだが、貧民層の増大が課題となっていたことを物語っている。平安前期には、人民内部で少数の富豪層と大多数の貧困層（一般百姓層）へと階層の二極分化が進んだ。富豪層は院宮王臣家（皇族、有力貴族）と墾田開発などを通じて関係を結び、一般百姓層を自らの影響下へ置き始めていた。貧困層は、富豪層の影響下に入ることで、偽籍・逃亡・浮浪をより容易なものとし、人別支配に基づく課税制度は破綻を迎えるようになった。
平安中期のはじめごろ、朝廷は人別支配を放擲した。それに伴って、地方に土着した貴族や郡司らに出自する富豪層は、国衙から名田経営と租税収取を請け負う田堵負名へ成長し、より一層経済力をつけていった。富豪層と一般百姓層の格差はますます増大し、一般百姓は次第に富豪の支配下に組み込まれていった。そして、富豪層は、自衛のために武装し、武士へと成長していった。

## 文化・宗教史

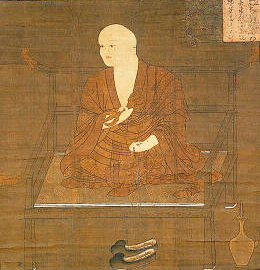
弘法大師空海。

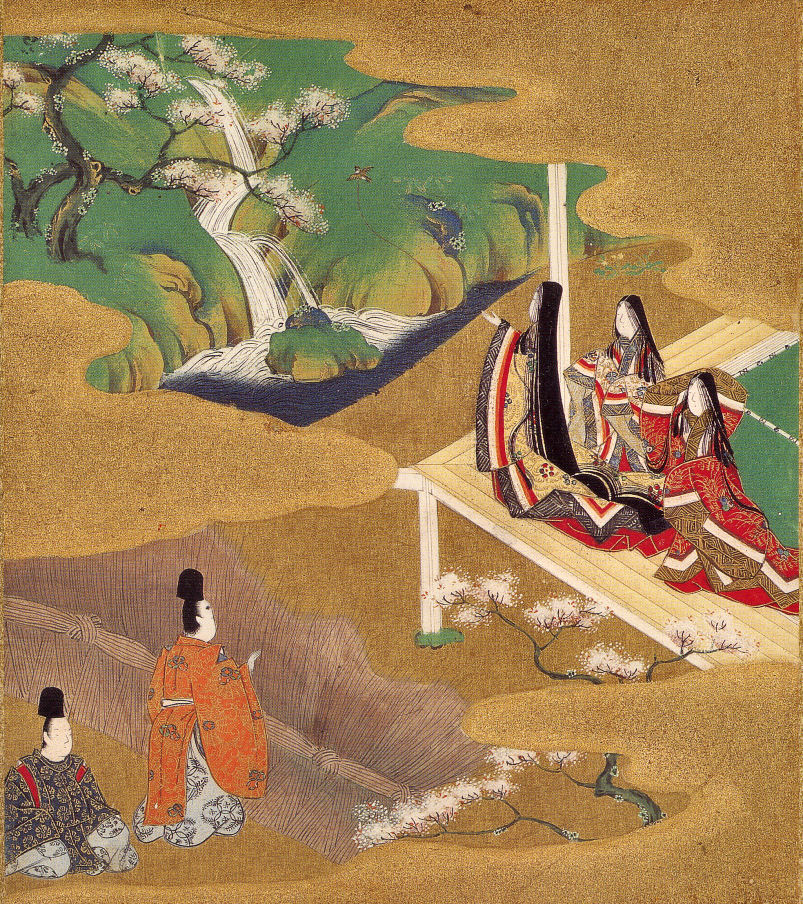
土佐光起筆『源氏物語画帖』より「若紫」。

平安初期の中央文化は、当時の先進国である唐の影響を強く受けていた。桓武天皇は中国の皇帝を模倣して郊祀（郊天祭祀）を行うなど、「中国志向」が強かったと考えられている。桓武期には当時の日本人にとっての「新しい仏教」（平安仏教）が興り、たとえば唐で最澄は天台教学・戒律・密教・禅を学んで日本で天台宗（天台法華宗）を開き、これが日本における仏教の総合大学と言えるような役割を果たすようになり、一方空海のほうは恵果から密教を深く学び「伝法阿闍梨」の灌頂まで受け日本で真言宗を開き、この二人が以降の日本の仏教の方向性を決定することになった。こうした仏教群が日本古来の信仰と融合するようになり、つまり現代の学術用語でいう「シンクレティズム」の一種である神仏習合が起き、本地垂迹説が現れ、この本地垂迹説は主に修験道を信じる人々の間で平安末期に広まった。
嵯峨天皇から清和天皇にかけての時期は、『凌雲集』などの漢文詩集が編纂されたり、唐風の書が流行るなど唐風の文化が花開いた。この唐風が非常に強い文化を弘仁・貞観文化という。文化の国風化（日本化）の萌芽は、奈良時代から見られていたが、平安初期は唐風文化の影に隠れるかのようになっていた。しかし、唐風化の波が沈静化すると、ふたたび日本的な要素が文化の前面へと現れてきた。これが、平安中期ごろの国風文化である。特徴としては、摂関家の娘と天皇との婚姻で外祖父の藤原氏の女系が重視される女性の時代であった。平仮名・片仮名が発明され、日本語の表記が容易になり、『枕草子』や『源氏物語』に代表される和歌・貴族生活の日記・恋愛物語の女流貴族文学の隆盛などの国文学が繁栄して貴族文化が誕生した。衣冠束帯の衣服の登場（官服の国風化）、寝殿造等の和様建築の登場などの衣住文化の発達があった。
平安中期には世が乱れ飢饉や疫病（現在で言う「感染症」、パンデミック）で多くの人々が死んでいく中、仏教の末法思想が民衆にも広く浸透した。末法とどう向き合うかという重い課題を前にして、平安時代より浄土思想・浄土教が勃興し、空也や融通念仏の良忍などの僧が民衆の中で活躍した。急速に拡大する浄土教は既存の仏教勢力の脅威となり、後の鎌倉時代にかけて幾度も対立を起こすことになる。
平安末期になると、歴史物語・軍記物語などの時代を顧みる文学が芽生えた。天台宗の仏教・山岳仏教が日本各地へ広がり、豊後国東半島（富貴寺大堂など）や北陸（平泉寺など）などで動きが顕著であり、その他の地域でも山陰の三仏寺投入堂などがある。当時、民衆の間に今様という歌謡が流行し、後白河上皇により今様を集成した『梁塵秘抄』が編まれた。覚猷（鳥羽僧正）筆と伝えられ、人々の様子を愛嬌のある、活き活きとした姿で描いた『鳥獣人物戯画』もこの時代の作品である。

## 対外関係史
792年（延暦11年）に桓武天皇は漢音奨励の勅を出し、大学寮での儒学学習には漢音の発音が義務づけられ、また仏教僧侶試験でも漢音が試験され、漢音を学ばない僧には中国への渡航が許されなかった。逆に見れば漢音はそのことで一般的にはあまり普及せず、日本における漢字の読み方には古来から続いた呉音の影響が残った。
また、中国の陰陽と五行思想を組み合わせた陰陽五行思想や占術・天文学の体系、道教、仏教などの影響を受けて、日本特有の陰陽道が形成され、平安時代以降は、律令制の弛緩と藤原氏の台頭も相まって宮廷社会で御霊信仰が高まり、怨霊を回避するための陰陽道が天皇や公家の生活指針となっていた。
他方、中国の唐朝に対する遣唐使は次第に派遣回数が減少し、838年（承和5年）からは50年以上中断した。唐では874年頃に黄巣が洛陽・長安を陥落させ斉を成立させた。斉は数年で倒れたものの唐は弱体化し、首都の長安周辺のみを治める地方政権へと凋落した。894年には、遣唐使も廃止された。
935年には呉越が日本と国交を開いた。翌936年には、藤原忠平が呉越王に書を送り、良好な関係を築こうとした。940年には藤原仲平が、947年に藤原実頼が、953年に藤原師輔も呉越王に書を送った。957年には呉越王が黄金を送った。
後周の皇帝柴栄が没したのちの960年には、趙匡胤が時の皇帝から禅譲を受けて北宋を建国し、中国統一の機運が高まった。978年には呉越も北宋に吸収され、日本との外交・貿易は日宋貿易となる。皇朝十二銭が国内で信用を失ったのちは、商いでも宋銭が利用されるようになった。
日宋貿易は、平氏滅亡のちの鎌倉時代も御分唐船として継続されたが、元寇やモンゴル・南宋戦争の影響も受けた。